# Bruno Piglhein

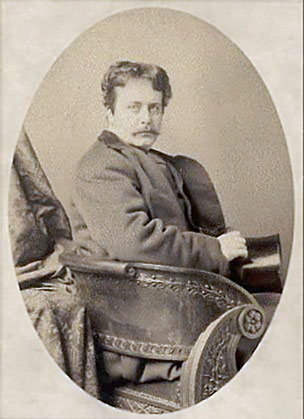
Bildnis von Bruno Piglhein

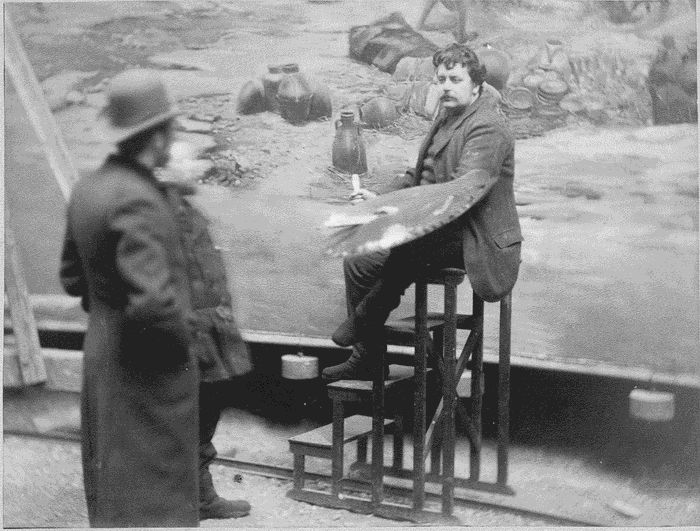
Piglhein mit dem Auftraggeber, Joseph Halder, bei der Arbeit am Panorama 1886

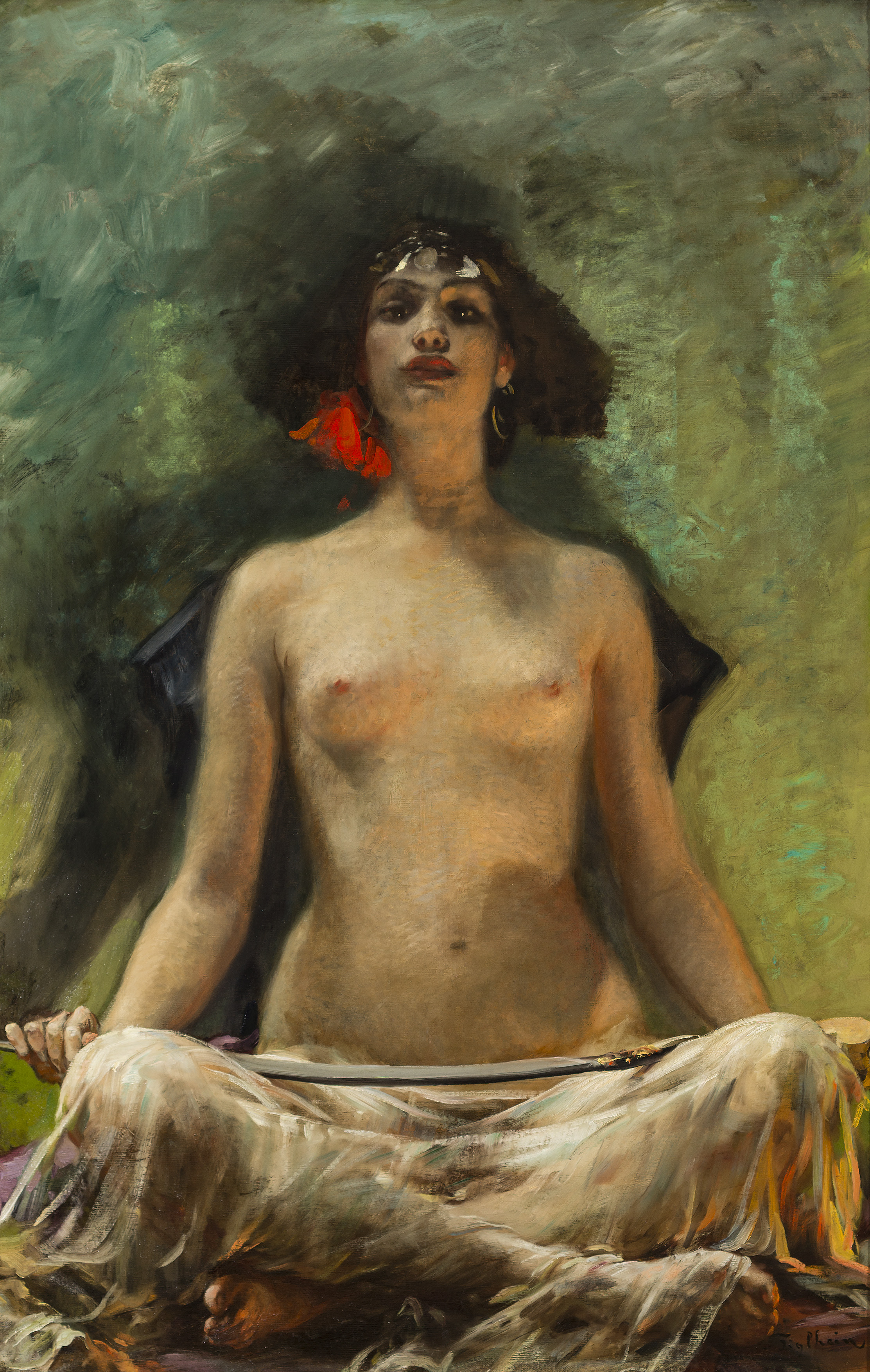
Bruno Piglhein, Ägyptische Schwerttänzerin, 1891

Elimar Ulrich Bruno Piglhein (* 19. Februar 1848 in Hamburg; † 15. Juli 1894 in München) war erst ein deutscher Bildhauer, dann Maler der Münchner Schule (Bildende Kunst), Gründungsmitglied und 1. Präsident der Münchner Sezession. Mitglied bei Die Elf, Verein bildender Künstler Münchens.

## Leben

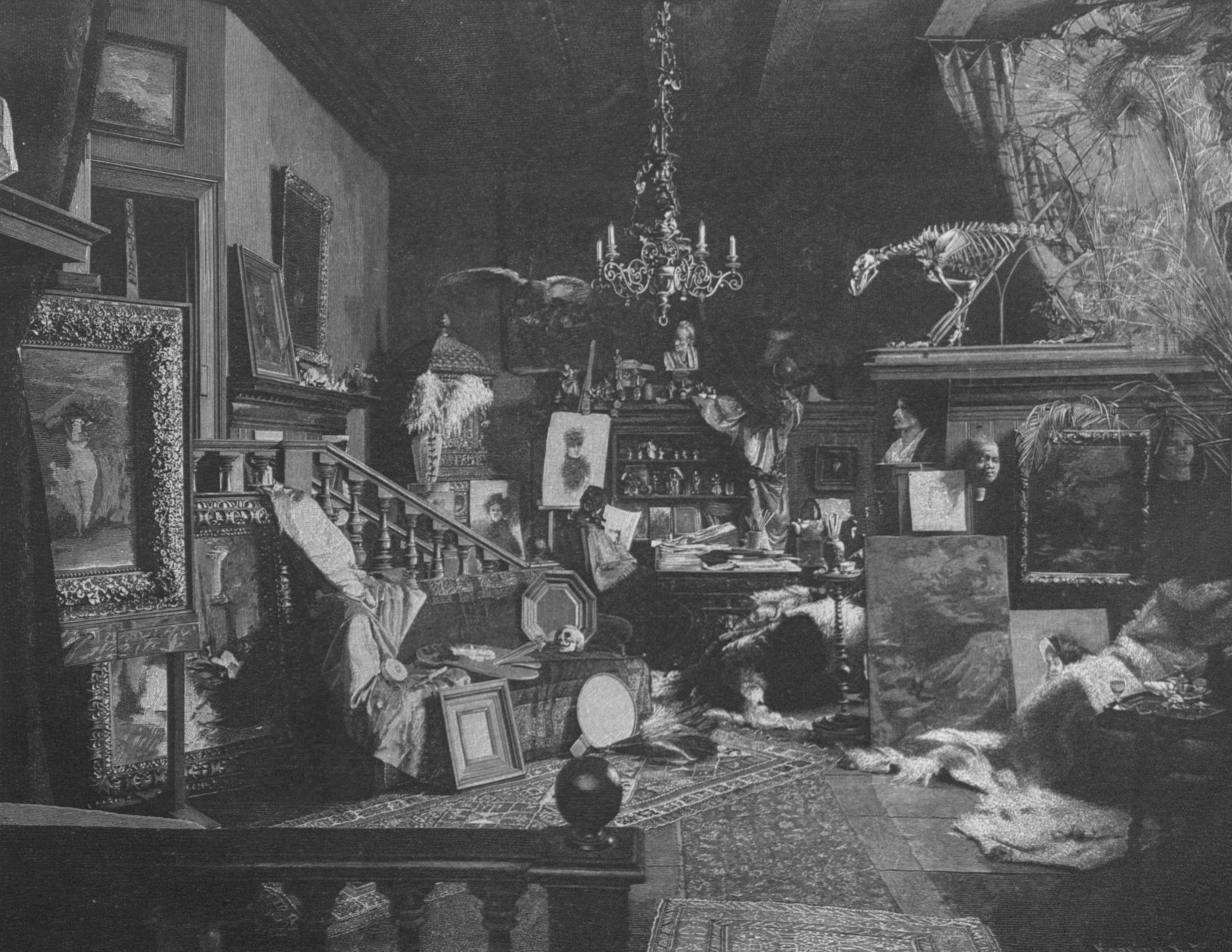
Das Atelier von Piglhein nach einer Fotografie von 1884

Bruno Piglhein war ein Sohn des Ludovicus Piglhein. Sein älterer Bruder war Johann Christian Ludovicus Piglhein, genannt Ludwig (* 1842). Seiner Schulzeit verbrachte er unter anderem in der Gewerbeschule der Patriotischen Gesellschaft, wo er im Zeichnen von Günther Gensler und im Modellieren von Ernst Gottfried Vivié unterrichtet wurde. Danach begann Piglhein eine Ausbildung beim Bildhauer Julius Lippelt und wechselte nach dessen frühzeitigem Tod (1864), noch während seiner Ausbildung, an die Akademie für Bildende Künste Dresden. Diese hätte er nach zwei Jahren wegen angeblichen Mangels an Talent verlassen müssen, wenn ihn nicht Johannes Schilling besser erkannt und in sein Atelier aufgenommen hätte, wo er außer verschiedenen plastischen Entwürfen eine Brunnenskulptur ausführte. Nach einem kurzen Aufenthalt in Italien ging er zur Malerei über und besuchte auf Empfehlung von Schilling  Ferdinand Pauwels an der Kunstschule in Weimar, wo er ein halbes Jahr blieb. 1871 wechselte Piglhein mit 22 Jahren in das Atelier von Wilhelm von Diez nach München. In dieser Stadt blieb Piglhein für den Rest seines Lebens.

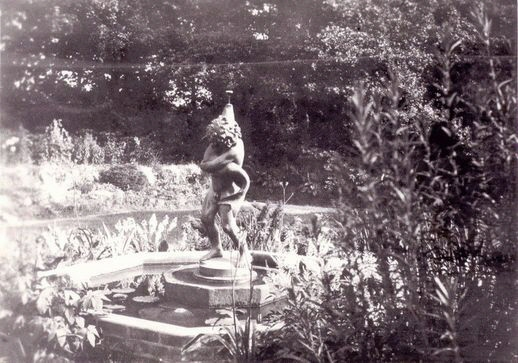
Piglhein: Brunnenskulptur von Piglhein in Wohltorf, Sachsenwald bei Hamburg

In den Jahren 1885 bis 1886 unternahm Piglhein ausgedehnte Studienreisen nach Paris und nach Jerusalem. Dort entstanden auch seine Studien für sein späteres opus magnum, Die Kreuzigung Christi. Im Jahr seiner Rückkehr nach München wurde Piglhein zum Professor befördert. Als solcher war er 1892 maßgeblich an der Gründung der Secession beteiligt und dann auch ihr erster Präsident.
In dieser Zeit wandte sich Piglhein dem dekorativen Stil von Hans Makart zu, mit dem er einige herrschaftliche Bürgerhäuser und Patriziervillen in Hamburg ausgestaltete. Er malte einige mythologische Darstellungen in der Art Böcklins (Kentaurenbilder), Kinderbildnisse und Tierstücke. Auf Anregung seines Agenten wandte er sich 1882/1884 Pastellporträts von Frauen zu, wobei er vornehmlich Pieretten, spanische Tänzerinnen, Kokotten und Ballschönheiten darstellte. Dadurch kam er in Mode, sah sich aber auch der Kritik ausgesetzt, ein schlechter moralischer Einfluss und ein „Kurtisanenmaler“ zu sein.
Endgültigen Erfolg errang er mit religiösen Darstellungen (Moritur in Deo, 1879 [Berlin, Nationalgalerie]), besonders 1886 mit seinem Hauptwerk, dem Panorama Jerusalem am Tag der Kreuzigung Christi. Joseph Halder, ein Geschäftsmann aus München, fasste den Gedanken die Kreuzigung Christi als Panorama-Gemälde (Rundgemälde) darstellen zu lassen. Er beauftragte mit seinem Sozius Franz Joseph Hotop hierzu Piglhein. Nach dessen Entwürfen führten die Landschaftsmaler Josef Block, Johann Adalbert Heine (1850–1905) und Josef Krieger das Werk aus; den architektonischen Teil übernahm Karl Frosch (1846–1931), den figürlichen Teil schuf Piglhein selbst. Zuvor hatten Piglhein, Heine und Frosch eine gemeinsame Studienreise nach Palästina unternommen. Das monumentale Werk wurde in München, im Berliner Tiergarten-Panorama und in Wien ausgestellt, an letzterem Ort verbrannte es 1892. Gleich große Kopien (die ohne Piglheins Wissen oder Einwilligung von seinen Assistenten angefertigt wurden), befinden sich heute in Einsiedeln und Sainte-Anne-de-Beaupré bei Québec (Stadt).
1886 wurde er zum Professor an der Akademie der Bildenden Künste München ernannt. Nachdem sein Ruf wiederhergestellt war, begann er, große Gemälde mit religiösen Themen und Porträts zu malen. 1892 wurde er Mitbegründer und erster Präsident der Münchner Sezession, obwohl er bereits unter körperlichen Beschwerden litt, die seine Arbeitsfähigkeit beeinträchtigten.
Bruno Piglhein starb 1894 im Alter von 46 Jahren in München.

## Grabstätte

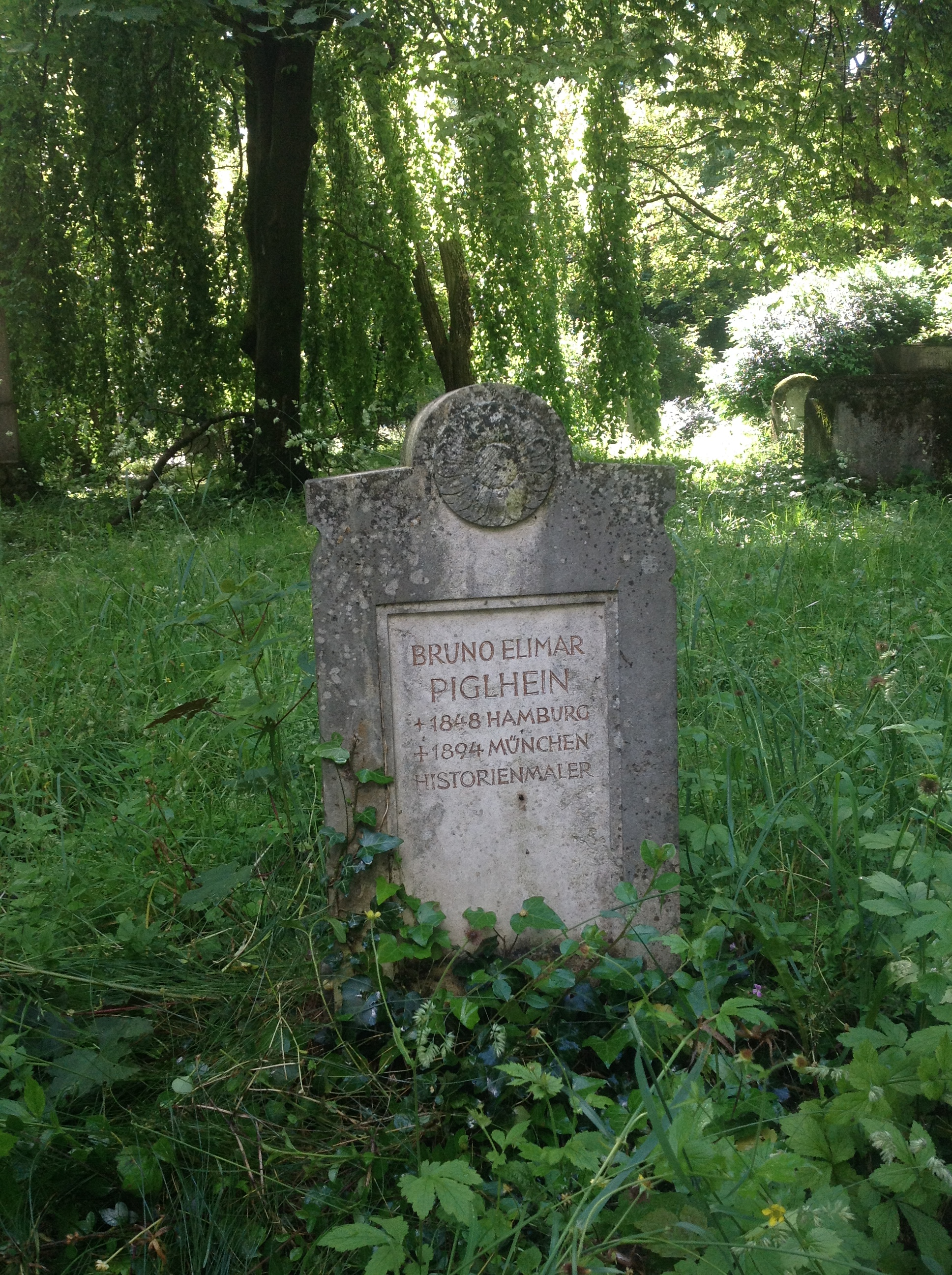
Grab von Bruno Piglhein auf dem Alten Südlichen Friedhof in München

Die Grabstätte von Bruno Piglhein befindet sich auf dem Alten Südlichen Friedhof in München (Gräberfeld 9 – Reihe 10 – Platz 29) Standort.

## Werke / Sammlungen / Ausstellungen (Auswahl)

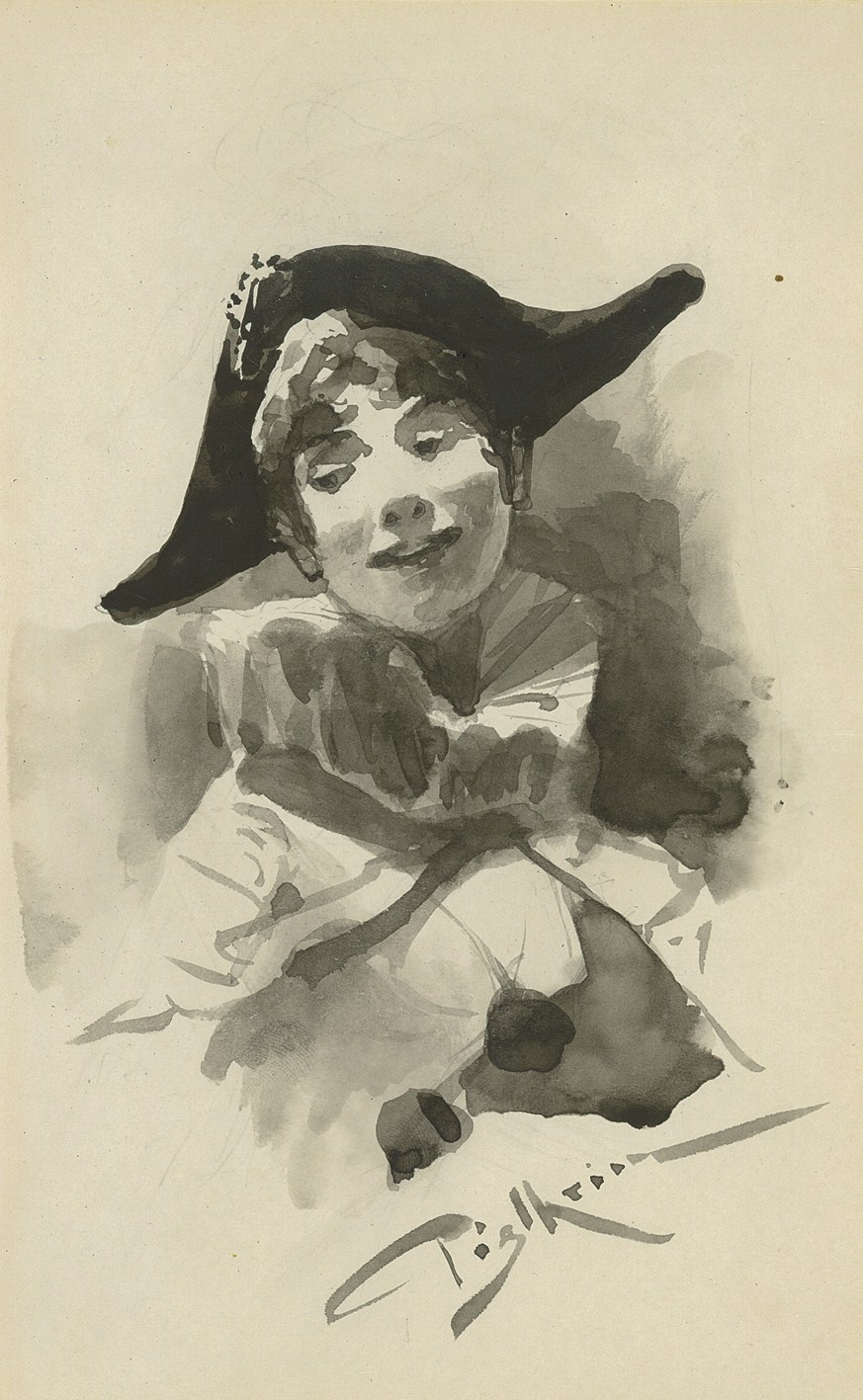
Bruno Piglhein: Pierrot, ca. 1880–1890

- Ölporträt von Friedrich Alfred Krupp, 1891
- Nationalgalerie Berlin (Bildnis Richard Paul)
- Kulturhistorisches Museum Görlitz (Skizze zum Jerusalem-Panorama; seit 1945 vermisst)
- Kunsthalle Hamburg (Pan und Nymphe; Flucht nach Ägypten; Löwenkopf; Damenbildnis; z. Zt. nur ernstgen. Bild [Skizze] ausgest.)
- Neue Pinakothek (Die Blinde im Mohnfeld [Entwurf])
- Neue Galerie – Museumslandschaft Hessen Kassel (Die Blinde im Mohnfeld)
- Secessions-Galerie Schleißheim (Holländerin; Mädchen mit Katze; Studie im Freien)
- Neue Staatsgalerie Stuttgart (Königstiger)
- Kunsthaus Zürich (Kentaurenpaar, auch Zentaurenpaar od. Centaurenpaar genannt)
- Gedächtnisausstellungen: 1895 in der Berliner Nationalgalerie und Februar 1908 im Münchner Kunstverein.
- Bruno-Piglhein-Panorama. Das am 1. Juni 1886 eröffnete Panorama an der Goethestraße 45 in München wurde am Eröffnungstag in 10 Einzelbildern fotografiert, die hier unten veröffentlicht sind.

## Ausstellungen (Auswahl)
- 2019: Hamburger Schule – Das 19. Jahrhundert neu entdeckt (12. April bis 14. Juli), Hamburger Kunsthalle